# David Vlajčić
David Vlajčić (ur. 1 lipca 1987 w Vukovarze) – chorwacki polityk i samorządowiec, od 2025 wicepremier oraz minister rolnictwa, leśnictwa i rybołówstwa.

## Życiorys
W 2011 uzyskał magisterium z prawa na Uniwersytecie Josipa Juraja Strossmayera w Osijeku. Pracował jako sekretarz szkoły i urzędnik administracji żupanii vukowarsko-srijemskiej. Był też członkiem dyrekcji spółki odpowiadającej za lokalną strefę ekonomiczną.
Zaangażował się w działalność polityczną w ramach Ruchu Ojczyźnianego. W latach 2017–2024 zasiadał w radzie miejskiej w Vukovarze, od 2021 pełnił funkcję wiceprzewodniczącego tego gremium. W sierpniu 2024 powołany na sekretarza stanu w resorcie budownictwa, planowania przestrzennego i własności państwowej. W lutym 2025 w trzecim rządzie Andreja Plenkovicia objął urzędy wicepremiera oraz ministra rolnictwa, leśnictwa i rybołówstwa.